# Siêu acid
Trong hóa học, một siêu acid (theo định nghĩa ban đầu) là một acid có độ acid lớn hơn acid sulfuric (H
2SO
4) nguyên chất 100%, có hàm acid Hammett (H0) là −12. Theo định nghĩa hiện đại, một siêu acid là một môi trường trong đó chemical potential của proton cao hơn acid sulfuric nguyên chất. Các siêu acid có bán trên thị trường bao gồm acid triflic (CF
3SO
3H) (viết tắt của acid trifluoromethanesulfonic), và acid fluorosulfuric (HSO
3F), cả hai đều mạnh hơn khoảng 1.000 lần (tức là có giá trị H0 âm hơn) so với acid sulfuric. Hầu hết các siêu acid mạnh được điều chế bằng cách kết hợp acid Lewis mạnh và acid Brønsted mạnh. Một siêu acid mạnh thuộc loại này là acid fluoroantimonic. Một nhóm siêu acid khác, nhóm acid carboran, chứa một số acid mạnh nhất đã được biết đến.

## Ví dụ
Các giá trị sau đây biểu thị hàm acid Hammett đối với một số siêu acid, mạnh nhất là acid fluoroantimonic. Độ acid tăng được biểu thị bằng các giá trị nhỏ hơn (trong trường hợp này là âm hơn) của H0.
- Acid fluoroantimonic (HF:SbF5, H0 = −28).
- Acid magic (HSO3F:SbF5, H0 = −23).
- Acid triflidic (CH(CF3SO2)3, H0 = −18,6).
- Các acid carboran (H(HCB11X11), H0 ≤ −18, được xác định gián tiếp và phụ thuộc vào các substituent).
- Acid fluoroboric (HF:BF3, H0 = −16,6).
- Acid bistriflimidic (NH(CF3SO2)2, H0 = −15,8.[4] Giá trị ước tính được tính từ giá trị pKa trong 1,2-dichloroethan so với acid triflic).
- Acid fluorosulfuric (FSO3H, H0 = −15,1).
- Hydro fluoride (HF, H0 = −15,1).[5]
- Acid triflic (HOSO2CF3, H0 = −14,9).
- Oleum (SO3:H2SO4, H0 = −14,5).[6]
- Acid perchloric (HClO4,  H0 = −13).
- Acid sulfuric (H2SO4, H0 = −11,9).